# Klínovice
Klínovice jsou malá vesnice, část obce Chrášťovice v okrese Strakonice v Jihočeském kraji. Nachází se asi 2,5 kilometru jižně od Chrášťovic. Je zde evidováno 29 adres. V roce 2011 zde trvale žilo 36 obyvatel.
Klínovice jsou také název katastrálního území o rozloze 2,42 km².

## Historie
První písemná zmínka o vesnici pochází z roku 1345 (Clinouicz).

## Obyvatelstvo
| Rok            | 1869 | 1880 | 1890 | 1900 | 1910 | 1921 | 1930 | 1950 | 1961 | 1970 | 1980 | 1991 | 2001 | 2011 | 2021 |
| -------------- | ---- | ---- | ---- | ---- | ---- | ---- | ---- | ---- | ---- | ---- | ---- | ---- | ---- | ---- | ---- |
| Počet obyvatel | 155  | 149  | 165  | 164  | 152  | 140  | 161  | 89   | 108  | 91   | 59   | 38   | 52   | 36   | 49   |
| Počet domů     | 25   | 26   | 26   | 26   | 27   | 27   | 27   | 29   | 29   | 23   | 21   | 27   | 29   | 27   | 29   |

## Obecní správa
Při sčítání lidu v letech 1850–1929 Klínovice byly osadou obce Únice v okrese Strakonice. V letech 1930–1959 byly samostatnou obcí v okrese Strakonice. Od roku 1960 jsou částí obce Chrášťovice v okrese Strakonice. V letech 1930–1959 k obci patřilo Podolí.

## Galerie

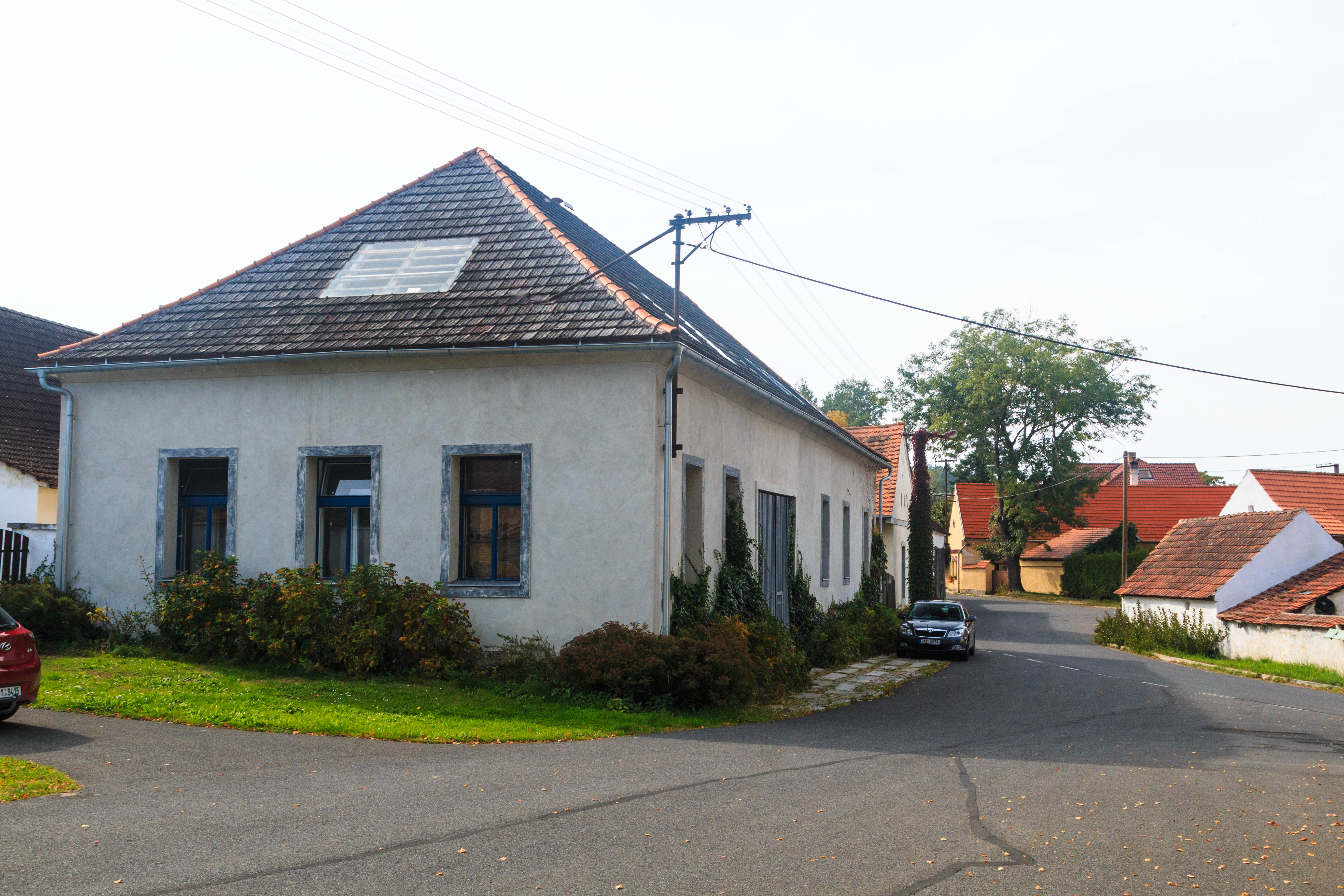
Klínovice - čp. 12
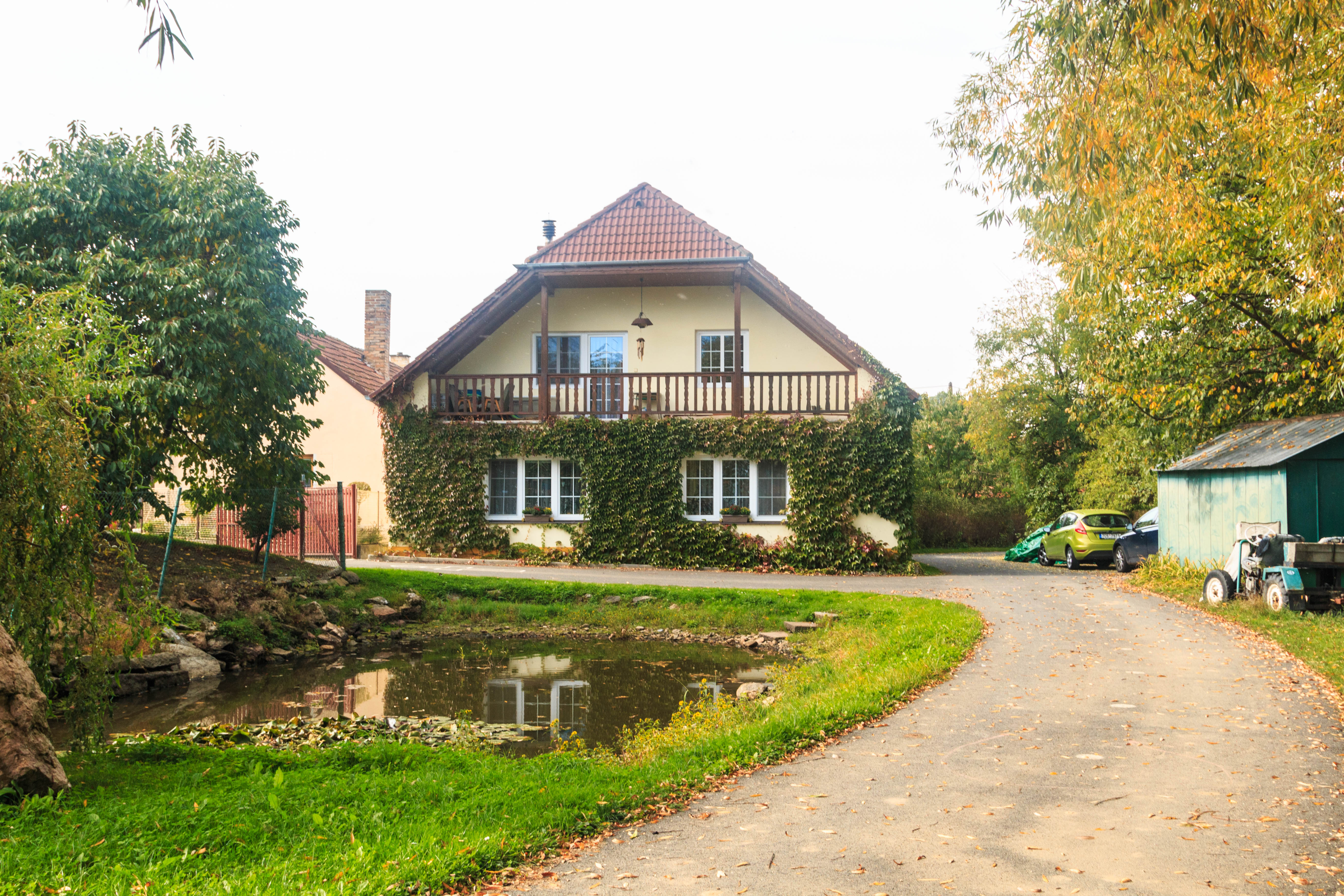
Klínovice - čp. 18
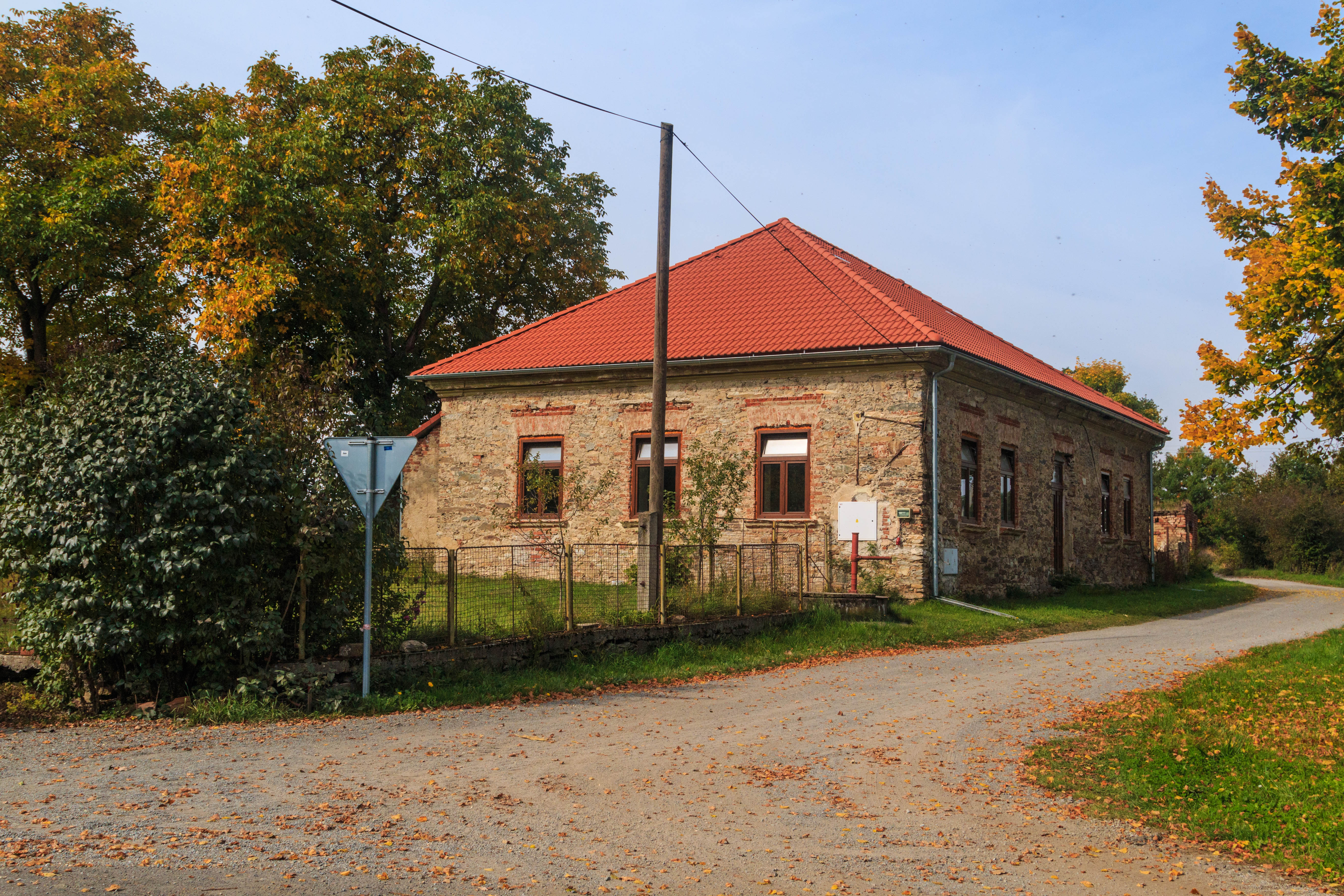
Klínovice - čp. 26
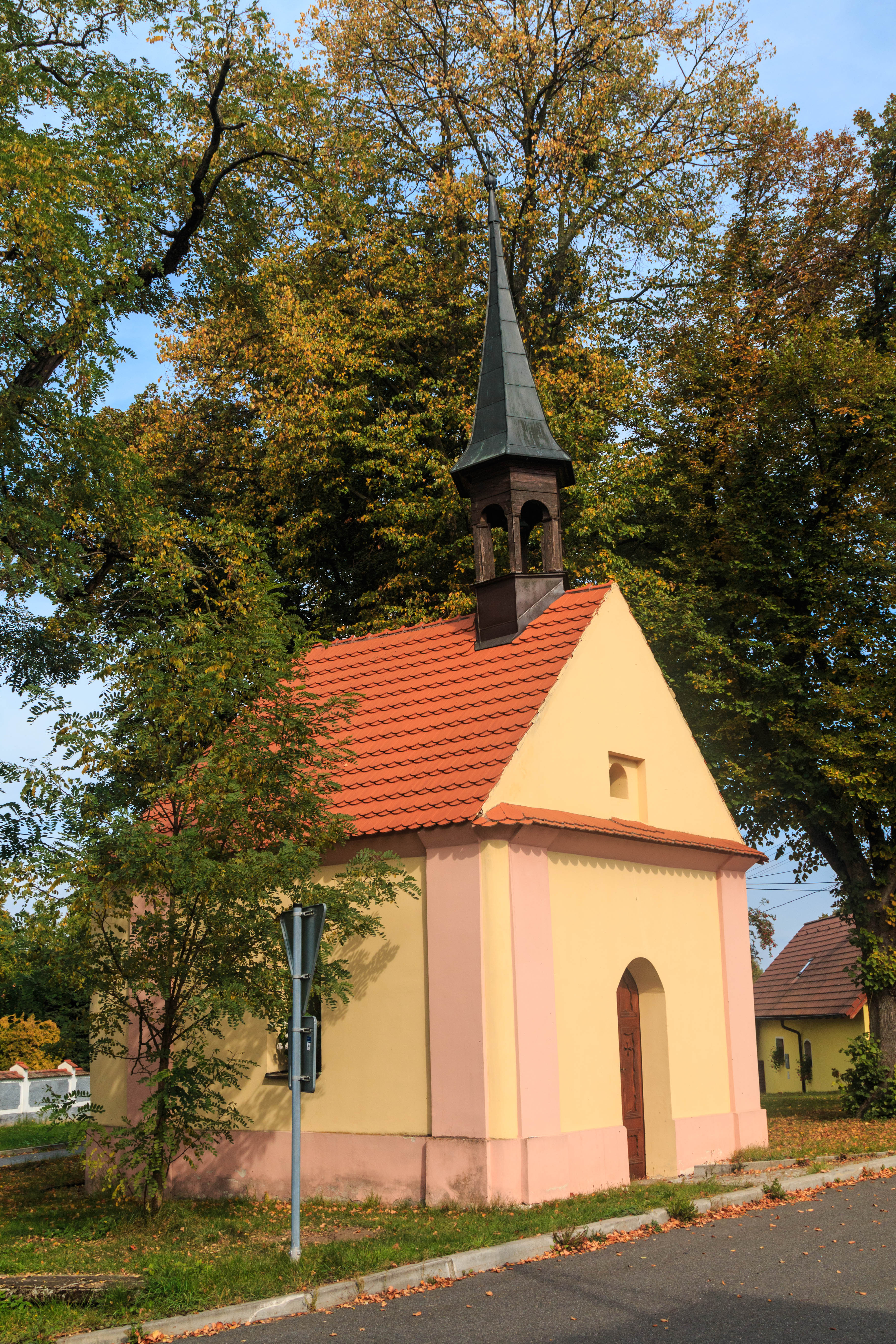
Klínovice - kaple